# Greg de Vries
Greg de Vries (* 4. Januar 1973 in Sundridge, Ontario) ist ein ehemaliger kanadischer Eishockeyspieler, der im Verlauf seiner aktiven Karriere zwischen 1991 und 2009 unter anderem 989 Spiele für die Edmonton Oilers, Nashville Predators, Colorado Avalanche, New York Rangers, Ottawa Senators und Atlanta Thrashers in der National Hockey League auf der Position des Verteidigers bestritten hat. Seinen größten Karriereerfolg feierte De Vries in Diensten der Colorado Avalanche mit dem Gewinn des Stanley Cups im Jahr 2001.

## Karriere
Greg de Vries wurde nie von einem Team gedraftet, trotzdem schaffte er den Sprung in die National Hockey League, als ihn 1994 die Edmonton Oilers verpflichteten. Zuvor war er zwischen 1991 und 1992 für die Bowling Green State University im Spielbetrieb der National Collegiate Athletic Association aufgelaufen. anschließend hatte er zwei Jahre bei den Niagara Falls Thunder in der Ontario Hockey League verbracht.
In der Saison 1995/96 bestritt er sein erstes NHL-Spiel für die Oilers. Sein größter Erfolg ist der Gewinn des Stanley Cups mit den Colorado Avalanche im Jahr 2001. Nachdem er mehr als drei Spielzeiten für Colorado gespielt hatte, unterzeichnete er einen Vertrag bei den New York Rangers, jedoch wurde er am Ende der Saison für Karel Rachůnek und Alexandre Giroux zu den Ottawa Senators transferiert. Nach dem Lockout wurden Greg de Vries und Marián Hossa für Dany Heatley zu den Atlanta Thrashers transferiert. Am 2. Juli 2007 unterzeichnete De Vries einen Ein-Jahres-Vertrag bei den Nashville Predators, für die er bereits 1998 gespielt hatte. Im Sommer 2009 beendete der Abwehrspieler seine aktive Karriere im Alter von 36 Jahren.

## Erfolge und Auszeichnungen
- 1997 Teilnahme am AHL All-Star Classic
- 2001 Stanley-Cup-Gewinn mit der Colorado Avalanche

## Karrierestatistik
(Legende zur Spielerstatistik: Sp oder GP = absolvierte Spiele; T oder G = erzielte Tore; V oder A = erzielte Assists; Pkt oder Pts = erzielte Scorerpunkte; SM oder PIM = erhaltene Strafminuten; +/− = Plus/Minus-Bilanz; PP = erzielte Überzahltore; SH = erzielte Unterzahltore; GW = erzielte Siegtore; 1 Play-downs/Relegation; Kursiv: Statistik nicht vollständig)